# Тулі Брілліанс Макама
Тулі Брілліанс Макама — юристка у Свазі, яка спеціалізується на екологічних питаннях. У 2010 році отримала премію Голдмана з охорони навколишнього середовища.

## Юридичні сутички
Єдина юристка, який спеціалізується на екологічних питаннях суспільного інтересу в останній африканській абсолютній монархії Есватіні, Тулі Брилліанс Макама, після трирічної судової боротьби зуміла забезпечити представлення неурядових організацій в Управлінні з охорони навколишнього середовища Свазіленду, органі, відповідальному за управління навколишнім середовищем: «Ми хочемо, щоб люди мали право голосу в управлінні та перевагах людських ресурсів».
Але якщо ця судова боротьба є основною причиною, на яку посилається журі премії Голдмана, Тулі Брілліанс Макама найбільш відома в своїй країні тим, що виступає проти приватних заповідників і невибіркового вбивства підозрюваних браконьєрів, які живуть поблизу. У той час як половина свазі живуть у бідності, не мають їжі та води, королівство Есватіні стало всесвітньо відомим місцем для сафарі та трофейного полювання. Парки Есватіні, включаючи Hlane Royal National Park, контролюються не урядом, а завдяки концесії, отриманій від короля, приватною компанією Big Game Parks. З 1997 року рейнджери цього товариства користуються імунітетом від судового переслідування, доки вони «захищають гру» від підозрюваних браконьєрів, навіть вбиваючи їх. Місцеві громади, багато з яких були виселені зі своїх земель, щоб зробити можливим розширення сафарі-парків, скаржилися на збільшення кількості людей, яких розстріляли за нібито браконьєрство. Тулі Брилліанс Макама стверджує, що з 1997 рокублизько 50 людей, які намагаються жити на околицях заповідників, були вбиті охоронцями Big Game Parks. Вона подала до суду на цю компанію, пояснивши про вбитих таким чином мешканців: «Вони просто мисливці та збирачі, яким це потрібно, щоб вижити. Людей вбивають за полювання на антилопу». Тому парадоксально у 2010 році журі Goldman нагородило цю захисницю браконьєрів.